# Mimamblesthidus orientalis
Mimamblesthidus orientalis là một loài bọ cánh cứng trong họ Cerambycidae.